# Saint-Christophe-sur-Dolaison
Saint-Christophe-sur-Dolaison är en kommun i departementet Haute-Loire i regionen Auvergne-Rhône-Alpes i centrala Frankrike. Kommunen ligger i kantonen Solignac-sur-Loire som tillhör arrondissementet Le Puy-en-Velay. År 2022 hade Saint-Christophe-sur-Dolaison 937 invånare.

## Befolkningsutveckling
Antalet invånare i kommunen Saint-Christophe-sur-Dolaison
| Referens: INSEE |